# كأس آسيا للسيدات 2022
كان كأس آسيا للسيدات 2022 هو النسخة العشرون من كأس آسيا للسيدات، وهي البطولة الدولية لكرة القدم النسائية التي تقام كل أربع سنوات في آسيا وتتنافس فيها المنتخبات الوطنية التابعة للاتحاد الآسيوي لكرة القدم (AFC).
اُختيرت الهند لاستضافة البطولة من قبل لجنة كرة القدم النسائية بالاتحاد الآسيوي لكرة القدم في يونيو 2020. كانت هذه هي المرة الأولى التي تستضيف فيها البلاد المسابقة منذ عام 1979. في 28 يناير 2021، أكد الاتحاد الآسيوي لكرة القدم أن البطولة ستقام في الفترة ما بين 20 يناير و 6 فبراير 2022، بدلاً من المواعيد الأصلية المقررة في أواخر أكتوبر وأوائل نوفمبر.
لأول مرة في تاريخ البطولة، تم توسيع عدد الفرق المشاركة في النهائيات من ثمانية إلى اثني عشر فريقًا. كانت البطولة بمثابة المرحلة النهائية من التصفيات الآسيوية لكأس العالم للسيدات 2023 في أستراليا ونيوزيلندا (المادة 4.6 من اللوائح). وتأهلت أستراليا تلقائيًا بصفتها مضيفة مشاركة. تأهلت خمسة فرق مباشرة لكأس العالم عبر الأدوار الإقصائية، وتقدم فريقان آخران إلى الملحق بين الاتحادات القارية.
كانت اليابان حاملة اللقب لمرتين متتاليتين، لكنها أُقصيت في الدور نصف النهائي على يد جمهورية الصين الشعبية بركلات الترجيح. واستمر الصينيون في الفوز بلقبهم التاسع القياسي بتغلبهم على كوريا الجنوبية 3-2 في النهائي.
تأهلت الفرق الثلاثة الأولى لكأس آسيا للسيدات 2026.

## اختيار المضيف
قدمت الاتحادات الثلاثة لكرة القدم التالية طلباتها لاستضافة البطولة بحلول الموعد النهائي في 31 مايو 2019.
- الهند
- تايبيه الصينية
- أوزبكستان

استضافت الهند سابقًا بطولة آسيا للسيدات عام 1980، التي كان من المقرر إقامتها في عام 1979، بينما استضافت تايبيه الصينية نسختي 1977 و2001 من البطولة.
رُشحت الهند لاستضافة البطولة من قبل لجنة كرة القدم النسائية بالاتحاد الآسيوي لكرة القدم في 19 فبراير. وفي 5 يونيو 2020، مُنحت البلاد حقوق الاستضافة.

## تأثير جائحة كوفيد-19
أقيم كأس آسيا للسيدات 2022 في خضم وباء COVID-1919 التي أثرت على تنظيم البطولة. ونتيجة لذلك، أقيمت البطولة في ظل نظام فقاعة آمنة بيولوجيا. مُنحت جميع الفرق المشاركة إعفاءً من الحجر الصحي المؤسسي، بينما كان يُطلب عادةً من الأجانب الخضوع لحجر صحي منزلي لمدة سبعة أيام اعتبارًا من 11 يناير 2022. خضع أعضاء الفرق المشاركة لاختبارات أولية للكشف عن كوفيد-19 عند الوصول. وطُلب منهم البقاء في فنادقهم أثناء انتظار نتائج الاختبارات. وبعد الحصول على نتائج سلبية، اقتصرت حركة اللاعبين والمسؤولين على الفندق، وأماكن التدريب والمباريات.
أبلغت عدة فرق عن حالات إيجابية لكوفيد-19 خلال البطولة، وتحديداً الصين  ، الهند  ، اليابان ،  كوريا الجنوبية  ، ميانمار  ، الفلبين  ، وفيتنام. وكانت الهند المضيفة هي الأكثر تضررًا، حيث أثبتت إصابة ما يصل إلى 12 لاعبة بفيروس كوفيد-19، مما جعلهن غير قادرات على تسمية 13 لاعبة لمباراتهن ضد تايبيه الصينية، كما هو مطلوب. واضطرت الهند للانسحاب بسبب لوائح البطولة.

## المتأهلين
تأهلت الدولة المضيفة الهند والفرق الثلاثة الأولى في البطولة السابقة عام 2018 تلقائيًا، بينما حُددت الفرق الثمانية الأخرى من خلال مباريات التأهيل التي أقيمت في سبتمبر وأكتوبر 2021.

### الفرق المتأهلة
تأهلت الفرق الاثني عشر التالية للبطولة:
| الفريق         | طريقة التأهل                           | تاريخ التأهل   | عدد مرات الظهور في النهائيات | آخر ظهور | تصنيف FIFA | أفضل أداء سابق                                        |
| -------------- | -------------------------------------- | -------------- | ---------------------------- | -------- | ---------- | ----------------------------------------------------- |
| الهند          | المضيف                                 | 5 يونيو 2020   | 9                            | 2003     | 55         | الوصيف (1979، 1983)                                   |
| اليابان        | بطلة كأس آسيا للسيدات 2018             | 28 يناير 2021  | 17                           | 2018     | 13         | بطلة (2014، 2018)                                     |
| أستراليا       | وصيفة كأس آسيا للسيدات 2018            | 28 يناير 2021  | 6                            | 2018     | 11         | بطلة (2010)                                           |
| الصين          | المركز الثالث في كأس آسيا للسيدات 2018 | 28 يناير 2021  | 15                           | 2018     | 19         | بطلة (1986، 1989، 1991، 1993، 1995، 1997، 1999، 2006) |
| تايبيه الصينية | الفائزة بالمجموعة A                    | 24 أكتوبر 2021 | 14                           | 2008     | 39         | بطلة (1977، 1979، 1981)                               |
| فيتنام         | الفائزة بالمجموعة B                    | 29 سبتمبر 2021 | 9                            | 2018     | 32         | المركز السادس (2014)                                  |
| Indonesia      | الفائزة بالمجموعة C                    | 27 سبتمبر 2021 | 5                            | 1989     | 94         | المركز الرابع (1977، 1986)                            |
| ميانمار        | الفائزة بالمجموعة D                    | 24 أكتوبر 2021 | 5                            | 2014     | 47         | مرحلة المجموعات (2003، 2006، 2010، 2014)              |
| كوريا الجنوبية | الفائزة بالمجموعة E                    | 23 سبتمبر 2021 | 13                           | 2018     | 18         | المركز الثالث (2003)                                  |
| الفلبين        | الفائزة بالمجموعة F                    | 24 سبتمبر 2021 | 10                           | 2018     | 64         | المركز السادس (2018)                                  |
| إيران          | الفائزة بالمجموعة G                    | 25 سبتمبر 2021 | 1                            | غير متاح | 70         | أول ظهور                                              |
| تايلاند        | الفائزة بالمجموعة H                    | 25 سبتمبر 2021 | 17                           | 2018     | 38         | بطلة (1983)                                           |

1. ↑  كما نُشر في 10 ديسمبر 2021
2. 1 2

تأهلت الفرق الاثني عشر التالية للبطولة:

## حكام المباريات
في 6 يناير 2022، أعلن الاتحاد الآسيوي لكرة القدم قائمة تضم 16 حكمًا رئيسيًا، و 16 حكمًا مساعدًا، وحكمين احتياطيين، ومساعدين احتياطيين، وستة مسؤولين عن الفيديو للمباريات في البطولة. استخدام تقنية حكم الفيديو المساعد (VAR) اعتبارًا من الدور ربع النهائي فصاعدًا.
في الأصل، تم اختيار لو بيك تشي (هونغ كونغ) للبطولة. ومع ذلك، لم تتمكن من السفر إلى الهند بسبب قيود السفر  استبدلت بوانغ تشيه (تايبيه الصينية).
الحكام الرئيسيون
- كيسي ريبيلت
- لارا لي
- كايت جاسويتز
- تشين ليانغ
- وانغ تشيه
- انجيتا ديفي تيكشام
- مهسا قرباني
- مهناز زوكايي
- يوشيمي ياماشيتا
- أساكا كويزومي
- ثين ثين آي
- أبيرامي نايدو
- أوه هيون جونغ
- كيم يو جونغ
- بانسا تشايسانيت
- إيديتا ميرابيدوفا

الحكام المساعدون
- Joanna Charaktis
- Fang Yan
- Xie Lijun
- Uvena Fernandes
- Ensieh Khabaz
- Makoto Bozono
- Naomi Teshirogi
- Ramina Tsoi
- Merlo Albano
- Heba Saadieh
- Kim Kyoung-min
- Lee Seul-gi
- Park Mi-suk
- Supawan Hinthong
- Kristina Sereda
- Trương Thị Lệ Trinh

حكام الفيديو المساعدون
- علي صباح
- عبدالله المري
- كيم هي جون
- حنان خطاب
- سيفاكورن بو-أودوم
- عمر العلي

الحكام الاحتياطيون
- فيرونيكا بيرناتسكايا
- كونغ ثي دونج

الحكام المساعدون الاحتياطيون
- نوانيد دورجانجريد
- زيلولا رحمتوفا

## الملاعب
تقع الملاعب التي استضافت كأس آسيا للسيدات 2022 في ثلاث مدن في الهند. في الأصل، كانت المدن المضيفة هي أحمد آباد، وبوبانسوار ونافي مومباي، وأكد الاتحاد الآسيوي المدن المضيفة الثلاثة للحدث في يونيو 2021. ومع ذلك، في 6 يوليو 2021، أعلن الاتحاد الآسيوي لكرة القدم أن مومباي ونافي مومباي وبونه في مهاراشترة ستستضيف البطولة. لعبت جميع المباريات خلف الأبواب المغلقة كإجراء احترازي بسبب جائحة كوفيد-19.
| مهاراشترة                                                  | مومباي                | نافي مومباي       | بونه                                |
| ---------------------------------------------------------- | --------------------- | ----------------- | ----------------------------------- |
| مومباي نافي مومباي بونهكأس آسيا للسيدات 2022 (Maharashtra) | ملعب كرة القدم مومباي | ملعب دي واي باتيل | ستاد مجمع شري شيف شاتراباتي الرياضي |
| مومباي نافي مومباي بونهكأس آسيا للسيدات 2022 (Maharashtra) | السعة: 18,000         | السعة: 55,000     | السعة: 11,900                       |
| مومباي نافي مومباي بونهكأس آسيا للسيدات 2022 (Maharashtra) |                       |                   |                                     |

## القرعة
أقيمت القرعة النهائية في 28 أكتوبر 2021، الساعة 15:00 MYT (ت ع م+8)، في مقر الاتحاد الآسيوي لكرة القدم في كوالالمبور، ماليزيا. تم تقسيم الفرق الاثني عشر إلى اربع مجموعات، تضم كل مجموعة ثلاثة فرق. استندت التصنيفات إلى أدائها في كأس آسيا للسيدات 2018 والى التأهيل ، مع تصنيف الهند المضيفة تلقائيًا وتعيينها في المجموعة الأولى في القرعة.
| الوعاء 1                                  | الوعاء 2                              | الوعاء 3                               | الوعاء 4                         |
| ----------------------------------------- | ------------------------------------- | -------------------------------------- | -------------------------------- |
| 1. الهند (المضيفة) 2. اليابان 3. أستراليا | 1. الصين 2. تايلاند 3. كوريا الجنوبية | 1. الفلبين 2. فيتنام 3. تايبيه الصينية | 1. ميانمار 2. إيران 3. إندونيسيا |

## القوائم
يجب على كل فريق تسجيل قائمة تضم ما لا يقل عن 18 لاعبًا وما لا يزيد عن 23 لاعبًا، على أن يكون من بينهم ثلاثة حراس مرمى على الأقل (المادة 26.3 من اللوائح).

## دور المجموعات
تأهل الفريقان الأول والثاني من كل مجموعة، بالإضافة إلى أفضل فريقين احتلا المركز الثالث، إلى ربع النهائي.
معايير كسر التعادل
تم تصنيف الفرق وفقًا لعدد النقاط (3 نقاط للفوز، 1 نقطة للتعادل، 0 نقطة للخسارة). وفي حالة التساوي في النقاط، تم تطبيق المعايير التالية بالترتيب المحدد لتحديد الترتيب (المادة 7.3 من اللوائح):
1. النقاط في المواجهات المباشرة بين الفرق المتساوية.
2. فارق الأهداف في المواجهات المباشرة بين الفرق المتساوية.
3. الأهداف المسجلة في المواجهات المباشرة بين الفرق المتساوية.
4. في حال استمرار التساوي بين أكثر من فريق بعد تطبيق جميع المعايير أعلاه، يُعاد تطبيق المعايير المذكورة على الفرق المتبقية فقط.
5. فارق الأهداف في جميع مباريات المجموعة.
6. الأهداف المسجلة في جميع مباريات المجموعة.
7. ركلات الترجيح إذا تعادل فريقان فقط والتقيا في الجولة الأخيرة من المجموعة.
8. نقاط الانضباط (البطاقة الصفراء = 1 نقطة، الطرد نتيجة بطاقتين صفراوين = 3 نقاط، الطرد المباشر = 3 نقاط، البطاقة الصفراء تليها بطاقة حمراء مباشرة = 4 نقاط).
9. سحب القرعة.

جميع الأوقات بالتوقيت المحلي، IST (UTC+5:30).

### المجموعة الأولى
| م | الفريق         | لعب | ف | ت | خ | أ.له | أ.ع | أ.ف | نقاط | تأهل               |
| - | -------------- | --- | - | - | - | ---- | --- | --- | ---- | ------------------ |
| 1 | الصين          | 2   | 2 | 0 | 0 | 11   | 0   | +11 | 6    | مرحلة خروج المغلوب |
| 2 | تايبيه الصينية | 2   | 1 | 0 | 1 | 5    | 4   | +1  | 3    | مرحلة خروج المغلوب |
| 3 | إيران          | 2   | 0 | 0 | 2 | 0    | 12  | −12 | 0    |                    |
| 4 | الهند (H)      | 0   | 0 | 0 | 0 | 0    | 0   | 0   | 0    | انسحاب             |

1. ↑  فشل منتخب الهند في تسمية 13 لاعبة المطلوبة ولم يتمكن من خوض مباراته في دور المجموعات ضد منتخب تايبيه الصينية بسبب وجود أقل من 13 لاعبة فقط بعد أن ثبتت إصابة بقية أعضاء الفريق بفيروس كورونا. واعتبروا منسحبين من المنافسة، وتعتبر جميع المباريات السابقة التي لعبوها "لاغية وباطلة" ولا يتم أخذها في الاعتبار عند تحديد الترتيب النهائي للمجموعة.[34]

### المجموعة الثانية
| م | الفريق    | لعب | ف | ت | خ | أ.له | أ.ع | أ.ف | نقاط | تأهل               |
| - | --------- | --- | - | - | - | ---- | --- | --- | ---- | ------------------ |
| 1 | أستراليا  | 3   | 3 | 0 | 0 | 24   | 1   | +23 | 9    | مرحلة خروج المغلوب |
| 2 | الفلبين   | 3   | 2 | 0 | 1 | 7    | 4   | +3  | 6    | مرحلة خروج المغلوب |
| 3 | تايلاند   | 3   | 1 | 0 | 2 | 5    | 3   | +2  | 3    | مرحلة خروج المغلوب |
| 4 | إندونيسيا | 3   | 0 | 0 | 3 | 0    | 28  | −28 | 0    |                    |

### المجموعة الثالثة
| م | الفريق         | لعب | ف | ت | خ | أ.له | أ.ع | أ.ف | نقاط | تأهل               |
| - | -------------- | --- | - | - | - | ---- | --- | --- | ---- | ------------------ |
| 1 | اليابان        | 3   | 2 | 1 | 0 | 9    | 1   | +8  | 7    | مرحلة خروج المغلوب |
| 2 | كوريا الجنوبية | 3   | 2 | 1 | 0 | 6    | 1   | +5  | 7    | مرحلة خروج المغلوب |
| 3 | فيتنام         | 3   | 0 | 1 | 2 | 2    | 8   | −6  | 1    | مرحلة خروج المغلوب |
| 4 | ميانمار        | 3   | 0 | 1 | 2 | 2    | 9   | −7  | 1    |                    |

### ترتيب الفرق الحاصلة على المركز الثالث
تأهل أفضل فريقين إلى الدور ربع النهائي. بسبب انسحاب الهند من المجموعة الأولى، لم يتم احتساب النتائج ضد الفرق الحاصلة على المركز الرابع في كل من المجموعتين الثانية والثالثة عند تحديد ترتيب الفرق الحاصلة على المركز الثالث.
| م | مج | الفريق  | لعب | ف | ت | خ | أ.له | أ.ع | أ.ف | نقاط | تأهل               |
| - | -- | ------- | --- | - | - | - | ---- | --- | --- | ---- | ------------------ |
| 1 | ب  | تايلاند | 2   | 0 | 0 | 2 | 1    | 3   | −2  | 0    | مرحلة خروج المغلوب |
| 2 | ج  | فيتنام  | 2   | 0 | 0 | 2 | 0    | 6   | −6  | 0    | مرحلة خروج المغلوب |
| 3 | أ  | إيران   | 2   | 0 | 0 | 2 | 0    | 12  | −12 | 0    |                    |

## مرحلة خروج المغلوب

### جدول الأدوار
انتقلت الفرق الخاسرة في مباريات ربع النهائي إلى مباريات الملحق، حيث اعتمد شكل الملحق على نتائج أستراليا في البطولة.

### ربع النهائي
تأهل الفائزون إلى كأس العالم للسيدات 2023. أما الخاسرون، باستثناء أستراليا، فدخلوا مرحلة الملحق.

## الجوائز
مُنحت الجوائز التالية في ختام البطولة:
| أفضل لاعبة  | هدافة البطولة     | أفضل حارسة مرمى | جائزة اللعب النظيف |
| ----------- | ----------------- | --------------- | ------------------ |
| وانغ شانشان | سام كير (7 أهداف) | تشو يو          | كوريا الجنوبية     |

## الجوائز المالية
لأول مرة في تاريخ البطولة، تم منح جوائز مالية لأفضل أربعة فرق في البطولة. حصل البطل على مبلغ 1 مليون دولار أمريكي، بينما حصل الوصيف على 500,000 دولار أمريكي، في حين حصل كل من الفريقين الخاسرين في نصف النهائي على 150,000 دولار أمريكي.
بالإضافة إلى ذلك، سيتم اقتطاع خمسة بالمائة من الجائزة المالية التي حصل عليها البطل والوصيف لصالح مؤسسة AFC Dream Asia لتمويل أنشطة المسؤولية الاجتماعية.

## الملحق
كان شكل جولة الملحق يعتمد على أداء أستراليا، التي تأهلت تلقائيًا لكأس العالم بصفتها الدولة المستضيفة.
نظرًا لإقصاء أستراليا في ربع النهائي، تم تحديد شكل الملحق على أن تلعب الفرق الثلاثة الخاسرة في ربع النهائي جولة دوري من مرحلة واحدة. يتأهل الفريق الأفضل بعد ثلاث مباريات إلى كأس العالم، بينما يتجه الفريقان المتبقيان إلى الملحق القاري.
| م | الفريق         | لعب | ف | ت | خ | أ.له | أ.ع | أ.ف | نقاط | التأهل                                                    |
| - | -------------- | --- | - | - | - | ---- | --- | --- | ---- | --------------------------------------------------------- |
| 1 | فيتنام         | 2   | 2 | 0 | 0 | 4    | 1   | +3  | 6    | تأهل إلى كأس العالم للسيدات 2023                          |
| 2 | تايبيه الصينية | 2   | 1 | 0 | 1 | 4    | 2   | +2  | 3    | التأهل إلى تصفيات كأس العالم للسيدات 2023 (الملحق القاري) |
| 3 | تايلاند        | 2   | 0 | 0 | 2 | 0    | 5   | −5  | 0    | التأهل إلى تصفيات كأس العالم للسيدات 2023 (الملحق القاري) |

2022 كأس آسيا للسيدات المرحلة الإقصائية
2022 كأس آسيا للسيدات المرحلة الإقصائية
2022 كأس آسيا للسيدات المرحلة الإقصائية

## الإحصائيات

### هدافو البطولة
عدد الأهداف المُسجلة  104 هدفًا  في 26 مباراة، بمتوسط 4 هدفًا في المباراة الواحدة.

### ترتيب الفرق في البطولة
يعرض هذا الجدول ترتيب الفرق خلال البطولة.
| م  | الفريق         | لعب | ف | ت | خ | أ.له | أ.ع | أ.ف | نقاط | النتيجة النهائية                               |
| -- | -------------- | --- | - | - | - | ---- | --- | --- | ---- | ---------------------------------------------- |
| 1  | الصين          | 5   | 4 | 1 | 0 | 19   | 5   | +14 | 13   | البطل، وتأهل إلى كأس آسيا للسيدات 2026         |
| 2  | كوريا الجنوبية | 6   | 4 | 1 | 1 | 11   | 4   | +7  | 13   | الوصيف، وتأهل إلى كأس آسيا للسيدات 2026        |
| 3  | اليابان        | 5   | 3 | 2 | 0 | 18   | 3   | +15 | 11   | المركز الثالث، وتأهل إلى كأس آسيا للسيدات 2026 |
| 4  | الفلبين        | 5   | 2 | 1 | 2 | 8    | 7   | +1  | 7    | المركز الرابع                                  |
|    |                |     |   |   |   |      |     |     |      |                                                |
| 5  | أستراليا       | 4   | 3 | 0 | 1 | 24   | 2   | +22 | 9    | أقصي في ربع النهائي                            |
| 6  | فيتنام         | 6   | 2 | 1 | 3 | 7    | 12  | −5  | 7    | أقصي في ربع النهائي                            |
| 7  | تايبيه الصينية | 5   | 2 | 1 | 2 | 10   | 7   | +3  | 7    | أقصي في ربع النهائي                            |
| 8  | تايلاند        | 6   | 1 | 0 | 5 | 5    | 15  | −10 | 3    | أقصي في ربع النهائي                            |
|    |                |     |   |   |   |      |     |     |      |                                                |
| 9  | ميانمار        | 3   | 0 | 1 | 2 | 2    | 9   | −7  | 1    | أقصي في دور المجموعات                          |
| 10 | إيران          | 2   | 0 | 0 | 2 | 0    | 12  | −12 | 0    | أقصي في دور المجموعات                          |
| 11 | إندونيسيا      | 3   | 0 | 0 | 3 | 0    | 28  | −28 | 0    | أقصي في دور المجموعات                          |
| 12 | الهند (H)      | 0   | 0 | 0 | 0 | 0    | 0   | 0   | 0    | انسحب                                          |

## الفرق المتأهلة لكأس العالم للسيدات 2023
تأهلت خمسة منتخبات من الاتحاد الآسيوي لكرة القدم إلى كأس العالم للسيدات 2023، بالإضافة إلى أستراليا التي تأهلت تلقائيًا بصفتها إحدى الدول المستضيفة، بينما تأهل منتخبان آخران إلى الملحق القاري.
| الفريق         | تأهل في       | المشاركات السابقة في كأس العالم للسيدات1           |
| -------------- | ------------- | -------------------------------------------------- |
| أستراليا       | 25 يونيو 2020 | 7 (1995، 1999، 2003، 2007، 2011، 2015، 2019)       |
| اليابان        | 30 يناير 2022 | 8 (1991، 1995، 1999، 2003، 2007، 2011، 2015، 2019) |
| كوريا الجنوبية | 30 يناير 2022 | 3 (2003، 2015، 2019)                               |
| الصين          | 30 يناير 2022 | 7 (1991، 1995، 1999، 2003، 2007، 2015، 2019)       |
| الفلبين        | 30 يناير 2022 | 0 (أول مشاركة)                                     |
| فيتنام         | 6 فبراير 2022 | 0 (أول مشاركة)                                     |

1 تأهلت أستراليا في أعوام 1995 و1999 و2003 كممثل عن اتحاد أوقيانوسيا لكرة القدم (OFC) قبل انضمامها إلى الاتحاد الآسيوي لكرة القدم (AFC).

## التسويق

### الشعار
تم الكشف عن الشعار الرسمي للبطولة من قبل الاتحاد الآسيوي لكرة القدم واللجنة المنظمة المحلية في 20 يوليو 2021. يتميز الشعار بكأس بطولة كأس آسيا للسيدات في المركز، مع "دوامة" تحيط بالكأس "مستوحاة من الأعلام الوطنية وألوان زي الفرق في آسيا، وكذلك الملاعب الأيقونية التي تُلعب فيها بطولة كأس آسيا للسيدات، ويحتفل بالتنوع الثقافي والدعم المستمر والحماس من المشجعين لمنتخباتهم الوطنية". يحتوي الشعار أيضًا على عناصر مستوحاة من الدولة المضيفة للبطولة. اللون ماروني في الشعار مستوحى من فن شعب وارلي، وهو قبيلة ناطقة باللغة الهندية تقيم في جبال ويسترن غاتس الشمالية في ولاية ماهاراشترا المضيفة للبطولة. غالبًا ما يستخدم اللونان الأحمر والماروني كأساس في فن وارلي. كما أن استخدام الفضة في الشعار مستوحى من "أهمية المجوهرات الفضية في المنازل الهندية وجمال وأناقة المعدن الثمين".

### الرعايات
المصدر:

#### الشركاء العالميون الرسميون
- كونتينينتال أيه جي
- Credit Saison
- نيوم[41]
- Yili Group[42]

#### الداعمون العالميون الرسميون
- Kelme
- كونامي
- شركة مولتن